# ديسونرد (لعبة فيديو)
ديسونرد (بالإنجليزية: Dishonored)‏ هي لعبة تسلل وأكشن-مغامرات من منظور الشخص الأول تم تطويرها عن طريق شركة أركين ستوديوز وقامت بنشرها شركة بيثيسدا سوفت ووركس، صدرت في أكتوبر 2012 لأجهزة مايكروسوفت ويندوز، بلاي ستيشن 3 وإكس بوكس 360.

## القصة
تقع أحداث اللعبة في مدينة «دانوول» الصناعية وبطلها هو «كورفو» الحارس الشخصي الأسطوري للإمبراطورة والذي تم اتهامه بقتلها وأجبر على أن يصبح قاتلا لكي ينتقم من أولئك الذين تآمروا ضده. النهاية تختلف حسب مستوى الفوضى والقتل الذي تسبب به اللاعب.

## تقييم
تلقت اللعبة تقييمات جيدة للغاية من النقاد، فقد أعطاها موقع غيم سبوت تقييم 9\10  ومنحها موقع ميتاكريتيك تقييم 91\100  وأعطاها موقع آي جي إن تقييم 9.2\10 ووصفها ب «أن التقنية متعددة الجوانب وقد تم تصميم كل مرحلة لتعطي اللاعب خيارات متعددة لتحقيق أي هدف» 

## روابط خارجية
- ديسونرد على موقع IMDb (الإنجليزية)